# Wernerius mumai
Espèce
Synonymes
- Vaejovis mumai Sissom, 1993

Wernerius mumai est une espèce de scorpions de la famille des Vaejovidae.

## Distribution
Cette espèce est endémique d'Arizona aux États-Unis. Elle se rencontre dans le comté de Mohave dans les Black Mountains.

## Description
La femelle holotype mesure 24,5 mm.
Le mâle décrit par Ayrey et Myers en 2020 mesure 27,74 mm

## Systématique et taxinomie
Cette espèce a été décrite sous le protonyme Vaejovis mumai par Sissom en 1993. Elle est placée dans le genre Wernerius par Soleglad et Fet en 2008.

## Étymologie
Cette espèce est nommée en l'honneur de Martin Hammond Muma.

## Publication originale
- Sissom, 1993 : « A new species of Vaejovis (Scorpiones, Vaejovidae) from western Arizona, with supplemental notes on the male of Vaejovis spicatus Haradon. » The Journal of Arachnology, vol. 21, no 1, p. 64-68 (texte intégral).